# Fath-Ali Shah Qajar
Fath-Ali Shah Qajar, född 1772, död 1834, var den andra shahen i den qajariska dynastin i Persien 1797–1834.
Fath-Ali kunde efterträda sin farbror Aga Muhammed Khan men fick först kämpa om tronen med sin andra farbror Sadiq Khan. Hans första omsorg var att återuppbygga Teheran, som hade ödelagts av afghanerna.
Kort efter hans regeringstillträde inledde de europeiska makterna, som intresserade sig för Persien, diplomatiska förbindelser med honom. Napoleon sände honom år 1807 från Warszawa en särskild ambassad under general Gardanne, som den 7 maj slöt ett fördrag med honom mot Ryssland. Kriget med Ryssland slutade den 24 oktober 1813 genom fredsfördraget i Gulistan, i vilket Persien definitivt avträdde en rad provinser och även lovade att i framtiden inte hålla några krigsskepp på Kaspiska havet.
Då gränserna i detta fredsfördrag dock inte var fastställda i detalj uppstod gång på gång stridigheter, vilket under sommaren 1826 ledde till ett nytt krig. England aktade sig för att ingripa som medlare, då man i så fall enligt ett fördrag slutit i Teheran år 1814 hade måst understödja shahen. Fath-Alis son, den persiske tronföljaren och Azerbajdzjans ståthållare Abbas Mirza, gick över Aras och besatte Talisch. I september blev han emellertid slagen i närheten av Jelizavetpol och tillbakaträngd över floden. På våren 1827 gick ryssarna å sin sida över den persiska gränsen och besatte Etjmiadzin, den armeniske patriarkens residens, och den viktiga fästningen Abbasabad. Då Abbas Mirza ryckte fram till fästningens undsättning led han den 18 juli vid Djevan-Bulak ett tillintetgörande nederlag. Vid försöket att återta Etjmiadzin led han ett andra svårt nederlag vid Abbaran den 29 augusti, och den 13 oktober intog ryssarna det befästade Jerevan. Nu låg hela Azerbajdzjan öppet för ryssarna, som i november utplundrade Ardabil, safavidernas fädernestad som nästan sågs som en helig ort. Den 21 februari 1828 måste shahen gå med på till fred och nödgades avträda provinserna Jerevan och Nachitjevan.
Det ekonomiska trångmål som shahen råkade i genom den ryska krigsskadeersättningen utnyttjade England genom att friköpa sig från löftet i Teheranfördraget om militär undsättning under vissa omständigheter. Som ersättning för de förlorade provinserna i väster företog sig nu shahen att även i praktiken underlägga sig Khorasan, som redan länge tillhört hans rike men hittills endast till namnet. Här hade ännu en mäktig persisk adel lyckats bevara en så gott som oberoende ställning, och landet hemsöktes oupphörligen av infall från turkmeniska nomadstammar. På hösten 1831 sändes Abbas Mirza dit och han lyckades på två år underkuva landet, dock underkastade sig somliga av de större städerna först efter ganska långvariga belägringar.
Abbas Mirza dog i oktober 1833 i Mashhad. Hans äldste son Muhammed Mirza, som kort förut börjat ett fälttåg mot afghanerna, återvände nu till Tabriz, Azerbajdzjans huvudstad vid underrättelsen om att den gamle shahen Fath-Ali låg på dödsbädden. Shahen avled också kort därpå.